# Compañía de San Fernando

Compañía de San Fernando, 1820 (Fondazione Mansutti, Milano).

La Compañía de San Fernando, ó Asociación nacional de seguros recíprocos contra los incendios en España  è stata una compagnia di assicurazione spagnola, con sede a Madrid.
L'azienda venne fondata da Agustin Mahélin, che tuttavia non ottenne l'autorizzazione a esercitare le assicurazioni incendio. Secondo l'amministrazione madrilena lo statuto sociale non garantiva sufficienti tutele ai soci partecipanti. La società doveva durare per trenta anni, ma l'adesione dei sottoscrittori era di sette anni rinnovabili. Ogni socio era responsabile del proprio capitale sottoscritto, in proporzione del quale avrebbe ripagato i rischi degli assicurati.